# 赫莫杰尼斯
赫莫杰尼斯（英語：Hermogenes of Priene），约活动于公元前2世纪前后。古希腊建筑师之一，公元前2世纪前后为其鼎盛期。归其名下的建筑包括特奥斯的狄奥尼苏斯神庙以及迈安德河附近的马格奈西亚的阿尔忒弥斯神庙，均为伊奥尼亚风格（他曾反对建圣殿时采用多利亚柱式）。他还就这两座神座撰写过专著，论述了伊奥尼亚的建筑原理，古罗马时代的维特鲁威曾摘引了其论述。